# تاتاهو
تاتاهو (به لاتین: Tataho) یک منطقهٔ مسکونی در ماداگاسکار است که در Manakara واقع شده‌است. تاتاهو ۴٬۰۰۰ نفر جمعیت دارد و ۱۲ متر بالاتر از سطح دریا واقع شده‌است.